# Parque Universitario Palmetum
El Parque Universitario Palmetum es un jardín botánico universitario de 30 hectáreas ubicado al sur de la Ciudad Universitaria Bárbula en la Universidad de Carabobo en la ciudad de Valencia en Venezuela. Es una parque destinado a la conservación ex situ de palmas. Este espacio está constituido por 2000 ejemplares pertenecientes a 92 especies de palmas y se encuentra organizado en tres sectores: Palmas del Mundo, Palmas Venezolanas, y El Humedal. El jardín se ha desarrollado a través de sucesivas siembras y mantenimiento en las cuales han participado los miembros de la comunidad universitaria.